# Memecylon cogniauxii
Memecylon cogniauxii är en tvåhjärtbladig växtart som beskrevs av Ernest Friedrich Gilg. Memecylon cogniauxii ingår i släktet Memecylon och familjen Melastomataceae. Inga underarter finns listade i Catalogue of Life.